# Уилсон, Мэдисон
Мэдисон Мари Уилсон (англ. Madison Maree Wilson; род. 31 мая 1994, Рома) — австралийская пловчиха, специализирующаяся в плавании на спине и вольным стилем. Двукратная олимпийская чемпионка и 8-кратная чемпионка мира в эстафетах.

## Биография
На летней Универсиаде в Казани завоевала три медали — золото на дистанции 200 метров на спине и две бронзы на дистанциях 100 и 50 метров.
Уилсон выиграла две медали в составе эстафетных команд на чемпионате мира по плаванию на короткой воде 2014 года в Дохе. Она стала серебряным призёром в эстафете 4×100 метров вольным стилем и бронзовым в эстафете 4×200 вольным стилем.
На чемпионате мира по водным видам спорта 2015 года в Казани Уилсон выиграла три медали: золото в составе сборной Австралии в женской эстафете 4×100 вольным стилем; серебро на дистанции 100 метров на спине и бронзу в комплексной эстафете 4×100 метров. Серебро на дистанции 100 метров на спине стало единственной медалью Уилсон на личных дистанциях на чемпионатах мира и Олимпийских играх.
На летних Олимпийских играх 2016 года Уилсон вошла в состав сборной Австралии и выступала на дистанции 100 метров на спине, финишировав в финальном заплыве восьмой. Она стала олимпийской чемпионкой в составе женской эстафеты вольным стилем 4×100 метров и выиграла серебро в комбинированной эстафете 4×100 метров.
В составе эстафет Мэдисон Уилсон завоевала серебряную и бронзовую медаль чемпионата мира 2017 года в Будапеште на дистанциях 4×100 и 4×200 метров, соответственно.
На чемпионате мира в Кванджу завоевала две золотые медали в эстафетах 4×100 и 4×200 метров, а также стала серебряным призёром в смешанной комбинированной и женской комбинированной эстафетах.